# Phi vụ thế kỷ 2
Phi vụ thế kỷ 2 là phim hành động Mỹ được phát hành của Jon M. Chu. Đây là phần tiếp theo của Phi vụ thế kỷ năm 2013, với sự tham gia của Jesse Eisenberg, Mark Ruffalo, Woody Harrelson, Dave Franco, Daniel Radcliffe, Lizzy Caplan, Jay Chou, Sanaa Lathan và 2 diễn viên gạo cội của Anh và Mỹ: Michael Caine và Morgan Freeman. Cốt truyện có Bốn kỵ sĩ và thủ lĩnh của họ là Dylan Rhodes được Walter Mabry, một kẻ chủ mưu tội phạm, chiêu mộ để đánh cắp một con chip dữ liệu.
Vào ngày 3 tháng 7 năm 2013, bộ phim chính thức được công bố là đang trong quá trình phát triển. Phim bắt đầu quay vào tháng 11 năm 2014 và kéo dài đến tháng 5 năm 2015. Phim được phát hành vào ngày 10 tháng 6 năm 2016, bởi Lionsgate. Nó nhận được nhiều đánh giá trái chiều từ các nhà phê bình và thu về 334 triệu đô la trên toàn thế giới.

## Nội dung
Một năm sau phi vụ chơi xỏ FBI và được công chúng tán dương nhờ những màn ảo thuật hoành tráng, những thành viên còn lại của nhóm “Bộ Tứ Kỵ Sĩ” (The Four Horsemen) gồm J. Daniel Atlas (Jesse Eisenberg), Merritt McKinney (Woody Harrelson) và Jack Wilder (Dave Franco) giờ đang sống ẩn dật và chờ đợi sự chỉ dẫn của Hội Nhãn Thần (The Eye). Tự mình đi tìm kiếm dấu vết của Hội Nhãn Thần, Atlas đến được một căn hầm dưới lòng đất và nghe giọng nói bí ẩn thông báo rằng sự chờ đợi này sẽ sớm kết thúc. Tại nơi họp, Dylan Rhodes (Mark Ruffalo) giao nhiệm vụ mới cho nhóm là vạch trần Owen Case (Ben Lamb), một doanh nhân sử dụng công nghệ để ăn cắp thông tin khách hàng vì mục đích trục lợi. Lula May (Lizzy Caplan) gia nhập nhóm để thay thế cho thành viên cũ Henley Reeves (Isla Fisher) đã rời nhóm.
Nhóm Kỵ Sĩ thao túng sự kiện ra mắt phần mềm mới của Case. Buổi biểu diễn của họ vừa bắt đầu thì bị gián đoạn bởi một nhân vật bí ẩn, người tiết lộ với công chúng rằng Jack Wilder vẫn còn sống và Rhodes chính là thành viên thứ năm của Nhóm Kỵ Sĩ. Rhodes vật lộn để thoát khỏi sự khống chế của sếp mới của mình trong cơ quan FBI là Natalie Austin (Sanaa Lathan). Nhóm Kỵ Sĩ cũng cố gắng bỏ trốn nhưng bị bắt bởi Chase McKinney, người anh em song sinh của Merritt và bị đưa tới Ma Cao, Trung Quốc. Họ bị dẫn đến gặp Walter Mabry (Daniel Radcliffe) - một thần đồng công nghệ, người lúc trước có hợp tác làm ăn với Case, sau khi bị Case ăn cắp công ty thì giả chết để trốn tránh xã hội trong khi vẫn điều hành thế giới ngầm ở Ma Cao.
Mabry bắt Nhóm Kỵ Sĩ phải đoạt lấy một con chip khai thác dữ liệu phát triển bởi Case từ một cơ sở bảo mật nghiêm ngặt. Con chip có khả năng giải mã và truy cập vào bất kỳ thiết bị điện tử nào trên thế giới. Nhóm Kỵ Sĩ tới một cửa hàng đồ nghề ảo thuật có tiếng ở Ma Cao điều hành bởi Li (Châu Kiệt Luân) và bà ngoại Bu Bu (Tsai Chin) để chuẩn bị các dụng cụ cần thiết. Rhodes nhờ tới sự trợ giúp của Thaddeus Bradley (Morgan Freeman), giúp ông ra khỏi nhà tù. Hai người tới cửa hàng của Li ở Ma Cao, Rhodes nhận được chiếc đồng hồ mà bố anh lúc trước đã từng đặt hàng. Bradley biến mất sau khi nhắn nhủ Rhodes tự hành động.
Nhóm Kỵ Sĩ xâm nhập vào cơ sở và trộm con chip thành công. Atlas tới khu chợ để chờ đưa con chip cho Hội Nhãn Thần nhưng bị Mabry chặn đầu ở đó. Mabry tiết lộ hắn chính là người đã nói chuyện với Atlas trong căn hầm, đánh cắp thông tin từ điện thoại của Atlas, từ đó lên kế hoạch bắt cóc Nhóm Kỵ Sĩ. Rhodes xuất hiện, ở lại cản bọn Mabry và giúp Atlas trốn thoát cùng con chip. Rhodes bị bắt, biết được rằng người chống lưng cho Mabry chính là bố của hắn, Arthur Tressler (Michael Caine) trong phần phim trước. Chúng nhốt Rhodes vào trong chiếc két sắt bản sao của chiếc két ngày xưa mà bố anh đã chết ở trong rồi thả xuống sông. Trên bờ vực sinh tử, Rhodes khám phá ra chiêu trò mà ngày xưa bố anh đã chuẩn bị để thoát ra, sử dụng chiếc đồng hồ mở được két sắt chui ra ngoài. Nhóm Kỵ Sĩ tới kịp lúc đưa Rhodes lên bờ, nhưng họ nhận ra con chip mà họ đã trộm là giả.
Rhodes và Nhóm Kỵ Sĩ gặp lại Bu Bu và Li, tất cả cùng hợp tác thực hiện một kế hoạch cuối cùng: một buổi biểu diễn trực tiếp ở London vào đêm giao thừa. Mỗi thành viên của Nhóm Kỵ Sĩ xuất hiện tại một địa điểm khác nhau trong thành phố London, biểu diễn các màn ảo thuật đường phố. Hai bố con Tressler muốn đoạt lại con chip nên tức tốc tới London. Chúng bắt được năm người rồi áp giải lên máy bay riêng, đoạt lấy con chip và ném năm người ra khỏi máy bay đang bay trên trời. Nhưng sau đó, Tressler thấy quân bài “The Fool” xuất hiện trong chai rượu ăn mừng, ngó ra cửa sổ và thấy Nhóm Kỵ Sĩ đang vẫy tay cười ở ngoài. Tressler mở cửa máy bay và nhận ra mình đã bị lừa đi lên một chiếc máy bay ở trên một sà lan - cũng là một sân khấu nằm nổi giữa dòng sông Thames - sân khấu của màn biểu diễn cuối cùng. Công chúng xung quanh dòng sông và trên toàn thế giới chứng kiến buổi biểu diễn mà thực chất là vạch trần hai bố con Tressler. Nhóm Kỵ Sĩ dẫn chương trình, giải thích màn ảo thuật của họ, chính thức giới thiệu thành viên thứ năm là Rhodes. Đám đông cổ vũ nhiệt liệt vào đúng khoảnh khắc giao thừa. FBI tới bắt giữ Mabry, Tressler và Chase. Rhodes đưa cho Austin ổ USB flash chứa tất cả dữ liệu về hoạt động phạm pháp của Tressler, khẳng định anh vẫn luôn là người đứng về phía lẽ phải, trước khi trốn thoát.
Rhodes và Nhóm Kỵ Sĩ gặp lại Bradley tại Đài thiên văn Hoàng gia Greenwich. Ông thực ra là một thành viên cốt cán của Hội Nhãn Thần và từng là cộng sự của Lionel Shrike. Bradley khen ngợi Rhodes và Nhóm Kỵ Sĩ đã hoàn thành việc tập huấn, rồi chỉ vào tấm màn cửa. Nhóm Kỵ Sĩ mở cánh cửa đằng sau tấm màn và bước vào một căn phòng có cầu thang xoắn, dường như sắp khám phá ra một điều gì mới.

## Diễn viên
- Jesse Eisenberg vai J. Daniel "Danny" Atlas
- Mark Ruffalo vai Dylan Rhodes[3]
- Woody Harrelson vai Merritt McKinney
- Dave Franco vai Jack Wilder
- Daniel Radcliffe vai Walter Mabry
- Lizzy Caplan vai Lula[2]
- Jay Chou vai Li[2]
- Sanaa Lathan vai Natalie Austin[2]
- Michael Caine vai Arthur Tressler
- Morgan Freeman vai Thaddeus Bradley[4]
- Henry Lloyd-Hughes vai Allen Scott-Frank[5]
- Zach Gerard vai Hannes Pike
- Alberto Calvet Gonzalez vai nhà khoa học của Hannes.
- Craig Izzard vai Crew Member
- David Mansfield vai chủ Night Club & DJ

## Sản xuất
Ngày 3 tháng 7 năm 2013, sau thành công trên phòng vé của bộ phim đầu tiên, CEO Lionsgate Jon Feltheimer xác nhận rằng sẽ cho ra mắt phần tiếp theo của phim bắt đầu sản xuất vào năm 2014 và chưa xác định ngày ra mắt. Tháng 9, 2014, Jon M. Chu thay thế Leterrier làm đạo diễn. Ấn định ngày ra mắt 10 tháng 6 năm 2016. Ngày 2 tháng 10 năm 2014, Michael Caine trả lời phỏng vấn rằng Daniel Radcliffe sẽ đóng vai con trai ông trong phim và việc ghi hình được kỳ vọng là sẽ bắt đầu vào tháng 12 tại London. Phim vẫn được sản xuất bởi Lionsgate và Summit Entertainment. Tháng 10, 2014, Isla Fisher không thể tiếp tục đóng vai Henley Reeves do mang thai, thay vào đó Lizzy Caplan sẽ vào vai một nhân vật mới Lula để thay thế cô trong nhóm Fourth Horseman. Phần tiếp theo ban đầu được mang tên Now You See Me: Now You Don't nhưng đến khi công bố vào tháng 12 năm 2014 thì được đổi thành Now You See Me: The Second Act.. Ngày 28 tháng 1 năm 2015, Henry Lloyd-Hughes xác nhận sẽ vào vai của một thần đồng công nghệ có tên Allen Scott-Frank. Ngày 22 tháng 12 năm 2014, có tin đồn rằng Morgan Freeman sẽ không vào vai Thaddeus Bradley, nhưng tới 19 tháng 1 năm 2015, đạo diễn Chu đăng một tấm hình selfie với Freeman trên Instagram, xác nhận rằng ông sẽ trở lại.

### Làm phim
Ngày 25 tháng 11 năm 2014, Mark Ruffalo đăng trên Facebook cá nhân về việc bắt đầu ghi hình phần tiếp theo của bộ phim. Phim được quay tại London, Anh. Ngày 11 tháng 3 năm 2015, bắt đầu ghi hình tại Trung Quốc, nơi phim được quay là tại Ma Cao và Trung tâm Khoa học Ma Cao.

## Phát hành
Tháng 11, 2014, phim chính thức được đặt tên là Now You See Me 2 và ấn định ngày phát hành 10 tháng 6 năm 2016.

## Phần tiếp
Ngày 22 tháng 5 năm 2015, Lionsgate tiết lộ chi tiết về kế hoạch phát triển phần tiếp theo, khi CEO Jon Feltheimer thông báo họ đã "sẵn sàng bắt đầu lên kế hoạch sớm cho Now You See Me 3."